# Monument aux morts de Saint-André
La monument aux morts de Saint-André est un monument aux morts de l'île de La Réunion, département et région d'outre-mer français dans le sud-ouest de l'océan Indien. Situé dans le centre-ville de Saint-André, il a été inauguré le 14 septembre 1938 en face de l'hôtel de ville avant d'être déplacé de l'autre côté de la rue, où il surplombe désormais le cimetière, en 1983. Il s'agit d'un monument en calcaire conçu par l'architecte Jean Delune et orné à sa base d'un bas-relief en bronze réalisé par Maxime Real del Sarte. Il est inscrit monuments historique depuis le 4 août 2021.